# 2016年リオデジャネイロパラリンピックのレソト選手団
2016年リオデジャネイロパラリンピックのレソト選手団（2016ねんリオデジャネイロパラリンピックのレソトせんしゅだん）は、2016年9月7日から9月18日までブラジルのリオデジャネイロで開催された2016年リオデジャネイロパラリンピックレソト選手団の名簿。

## 選手団
- 人員: 選手 2人

## 種目別選手・スタッフ名簿及び成績

### 陸上競技
- セロ・モテベ
  - （男子200m T12 視覚）24秒84 予選敗退
  - （男子400m T12 視覚）54秒65 予選敗退
- リシソ・コトレレ（女子円盤投げ F43/44 切断・機能）19.91m 自己ベスト 10位